# Grand Hôtel (film, 1959)
Pour les articles homonymes, voir Grand Hôtel.
Pour plus de détails, voir Fiche technique et Distribution.
Grand Hôtel (Menschen im Hotel) est un film dramatique germano-français réalisé par Gottfried Reinhardt, sorti en 1959.
Le film est un remake de Grand Hotel d'Edmund Goulding.

## Synopsis
L'hôtel de luxe berlinois Grand Hotel accueille une clientèle trié sur le volet tel le baron von Gaigern, qui a fui la Hongrie et gagne sa vie en cambriolant des hôtels. Il y a aussi la danseuse russe exilée Grusinskaja, autrefois célèbre et courtisée, qui, en proie à la dépression et au doute de soi, a l'intention de mettre fin à ses jours prématurément avec une surdose de somnifères. De plus, un certain directeur général Preysing a élu domicile avec sa sténodactylographe Miss Flamm, que tout le monde appelle Flämmchen. Le comptable gravement malade de Preysing, Otto Kringelein, arrive également au Grand Hotel. Bien qu'employés dans la même entreprise, C'est là que Kringelein et Flammchen se connaissent pour la première fois et s'apprécient. La chasse est un type bruyant, difficile et désagréable ainsi que grossier d'apparence musclée et carrément de mauvaises manières; un homme qui, bien sûr, prend tout le monde pour lui et s'attend également à ce que Flammchen soit à son service dans toutes les situations - même au lit.
Les destins de ces cinq protagonistes centraux se croisent tragiquement au cours des deux jours suivants. Lorsque le baron von Gaigern fait irruption dans la suite de Grusinskaja pour s'emparer de ses bijoux, il remarque que la ballerine solitaire veut se suicider. Il l'empêche avec ce qu'il fait le mieux : complimenter, bavarder avec charme et même flirter. Il explique à la diva émue qu'il est son plus grand admirateur, et avec ce pieux mensonge donne un bref instant d'espoir à la danseuse. La confiance s'installe rapidement entre le noble voleur et l'artiste, et tandis que Grusinskaja retrouve le courage d'affronter la vie et peut imaginer un avenir avec l'aristocrate mondain, Gaigern commence également à remettre en question sa vie jusqu'à présent. Par confiance et sympathie, la tendre graine d'amour pousse enfin entre les deux âmes solitaires. Cependant, Gaigern ne veut pas entrer dans sa vie en tant que gigolo appauvrie et élabore donc un plan fatidique. On dit que le désagréable Preysing y joue le rôle principal.
Pendant ce temps, le directeur général, dont l'entreprise semble au bord de la faillite, rassemble ses employés comme des laquais. En tant qu'homme de pouvoir sans scrupules, Preysing n'a aucun scrupule à faire des affaires tordues. Alors que Flammchen se détourne de son patron dégoûté par ce comportement, mais sans pouvoir rompre avec lui, le respectable comptable Kringelein est carrément horrifié lorsqu'il apprend la fraude de son patron. Pour la première fois, l'homme aux chiffres timides et fidèles ose quelque chose comme un soulèvement, une petite révolte : il résiste aux souhaits d'assistance de Preysing dans la fraude, sur quoi Preysing menace sérieusement le comptable svelte. Le baron von Gaigern a remarqué beaucoup de tout cela et met maintenant Preysing sous une pression énorme. Mais il n'y pense même pas payer, et tue le baron dans sa chambre d'hôtel la nuit suivante par derrière. Alors que Grusinskaya, qui partait pour Rome ce matin-là, voulait y attendre son beau Gigern, comme convenu avec lui, Preysing a été arrêtée par la police pour meurtre et emmenée. L'honnête Kringelein et Miss Flamm, qui semble libérée, restent à l'hôtel. Tous deux unissent leurs forces et décident de faire un grand voyage ensemble.

## Fiche technique
- Titre original : Menschen im Hotel
- Titre français : Grand Hôtel
- Réalisation : Gottfried Reinhardt
- Scénario : Ladislas Fodor et Hans Jacoby d'après le roman de Vicki Baum
- Photographie : Göran Strindberg
- Musique : Hans-Martin Majewski
- Pays d'origine : Allemagne de l'Ouest - France
- Langue : allemand
- Format : Noir et blanc - 1,37:1 - Mono
- Genre : Film dramatique
- Date de sortie : 1959
- Affiche : Jean Mascii (France)

## Distribution
- O.W. Fischer : Le baron Eric Gaigern
- Michèle Morgan : La Grusinskaïa
- Heinz Rühmann : Carl Kringelein
- Sonja Ziemann : Françoise Flamme
- Gert Fröbe : Preysing
- Dorothea Wieck : Suzanne
- Jean-Jacques Delbo : Le premier portier
- Siegfried Schürenberg : Le docteur Behrend